# Rhynchospora jubata
Rhynchospora jubata är en halvgräsart som beskrevs av Frederik Michael Liebmann. Rhynchospora jubata ingår i släktet småag, och familjen halvgräs. Inga underarter finns listade i Catalogue of Life.